# Skorpiovenator
A Skorpiovenator (jelentése: "skorpióvadász") az abelisaurida theropoda dinoszauruszok egyik neme, amely Argentínában élt kb. 95 millió évvel ezelőtt, a kréta időszakban. Eddig egyetlen faját, az M. bustingorryit azonosították.

## Felfedezés és elnevezés
A fajt Canale, Scanferla, Agnolin és Novas fedezte fel 2008-ban, Argentínában a Huincul formációban. A Skorpiovenator fajnév a görög és latin nyelvből származik, az ásatáson rengeteg skorpiót lehetett látni, ezért kaphatta ezt a nevet. A bustingorryi alfajnév a felfedezés helyszínének tulajdonosára, Manuel Bustingorryi farmtulajdonosra utal. 
Az egyetlen felfedezett faj, a Skorpiovenator bustingorryi egy majdnem teljes csontvázból (MMCH-48 PK) ismert, amiből csak pár farokcsont és egy elülső végtag nagy része hiányzik. A fosszíliára Patagóniában, a Huincul formáció alsó részében találtak rá és feltehetőleg a késő Cenomani korból származik. Olyan ragadozókkal élt együtt, mint a Carcarodontosauridae családba tartozó Mapusaurus és az Abelisauridae család egy másik tagja, az Ilokelesia. A maradványok Argentínában, az Ernesto Bachmann Paleontological Museum of Villa El Chocónban van elhelyezve.

## Anatómia
A kiásott Skorpiovenator csontváz teljes hossza 4,35 m. A kifejlett hosszúságot 6 m-re becsülték. 2010-ben Gregory S. Paul a kifejlett példány hosszát 7,5 m-re, tömegét 1,67 tonnára becsülte. A 2016-os becslés 6,2 m, közel áll az eredetihez. Feje rövid volt, akárcsak a többi Abelisauridae családba tartozó élőlénynek. Felső állkapcsában 19 fog helyezkedett el. Mellső végtagjai rövidek voltak, fogásra képtelenek, de erős lábaival nagy sebességre tehetett szert és segítségeivel kiegyensúlyozta testét.

## Osztályozás
A Skorpiovenatort a Ceratosauria alrendágon belül az Abelisauridae családba, a Carnotaurinae alcsaládba sorolják. Rokonságban állt kortársával, az Ilokelesiával. Canale és társai a leírásával együtt egy dél-amerikai elemzést is közzétettek, melyben úgy találták, hogy a család ottani képviselői is a Brachyrostra család tagjai, mint a Carnotaurus és az Aucasaurus.

## Fordítás
- Ez a szócikk részben vagy egészben  a   Skorpiovenator című angol Wikipédia-szócikk fordításán alapul.  Az eredeti cikk szerkesztőit annak laptörténete sorolja fel. Ez a jelzés csupán a megfogalmazás eredetét és a szerzői jogokat jelzi, nem szolgál a cikkben szereplő információk forrásmegjelöléseként.